# 암디 파예
암디 무스타파 파예(프랑스어: Amdy Moustapha Faye, 1977년 3월 12일 ~ )는 세네갈의 전 프로 축구 선수로, 수비형 미드필더로 활약했으며 센터백으로도 활약할 수 있다.
파예는 모나코의 AS 모나코, 프랑스의 ES 프레쥐, 오세르에서 선수 생활을 시작한 뒤 2003년 8월 150만 파운드의 이적료로 프리미어리그의 포츠머스로 이적했다. 그는 프래턴 파크에서 한 시즌 반을 보낸 뒤 2005년 1월, 200만 파운드의 이적료로 뉴캐슬 유나이티드로 떠났다. 그는 그 뒤 찰턴 애슬레틱과 스코틀랜드의 레인저스에서 선수 생활을 했다. 그는 2008년 8월 스코트 시티에 입단해 2008-09 시즌을 스토크 시티에서 보냈다. 그는 리즈 유나이티드에서의 짧은 체류로 선수 생활을 마쳤다.
그가 잉글랜드 축구에서 활동하는 동안, 그의 이름은 여권의 철자를 잘못 썼기 때문에 때때로 아마디(Amady)로 불렸다.

## 구단 경력

### 오세르
파예는 1998년 리그 1의 AJ 오세르와 계약했다. 그는 첫 시즌에 1군에 선발되지 못했고 1999-2000 시즌에 3경기에 출전했다. 파예는 2000-01 시즌에 1군에 진입하기 시작했고 클럽에서 세 번째 시즌에 한 번 득점하며 22경기에 출전했다.
그가 2001-02 시즌에 처음 출전한 경기는 스타드 렌과의 시즌 개막일에 5-0으로 이긴 원정 경기로, 그는 47분에 교체로 출전했다. 그는 모든 대회에 23번 출전했고, 컵에서 한 번 득점했고, 오세르가 리그 1에서 당시 UEFA 챔피언스리그 자격으로 3위를 차지하도록 도왔다. 그는 2002년 FIFA 월드컵에서 세네갈 국가대표팀으로 출전했다.
그의 2002-03 시즌 첫 경기는 개막일 파리 생제르맹과의 오세르 원정 경기에서 1-0으로 패했다. 그의 첫 골은 2002년 11월 랑스 원정 경기에서 2-1로 패한 오세르 원정 경기에서 나왔고, 2003년 1월 11일 트로이 원정 경기에서 두 번째 골을 넣으며 1-0으로 승리했다. 그는 2002-03 시즌 모든 대회에서 46경기를 뛰었고, 그 중에는 유럽 대항전인 챔피언스리그와 UEFA컵에서 10경기를 뛰었고, 2003년 8월 150만 파운드를 받고 포츠머스로 이적했다. 오세르에서의 마지막 시즌에 그는 또한 2002-03 쿠프 드 프랑스 우승을 도왔고, 결승전에서 파리 생제르맹을 물리쳤다.

### 포츠머스
그는 2-1로 이긴 애스턴 빌라와의 홈 경기에서 포츠머스에서의 데뷔 전을 치렀다. 하지만, 10월 말에 무릎 부상이 발견되어 2003-04 시즌의 5개월 동안 그를 제외시키겠다고 위협했다. 그는 12월에 돌아왔지만, 단지 3경기 만에 재발을 겪었고 1월 말까지 결장했다. 그 부상 때문에, 파예는 2004년 아프리카 네이션스컵에 세네갈에 의해 선발되지 않았지만, 그의 데뷔 캠페인에서 폼페이오를 위해 31경기에 출전했다. 부상에서 회복된 이후, 그는 세네갈 국가대표팀의 정규 선수로서의 그의 자리를 되찾았다.

### 찰턴 애슬레틱
2006년 8월 8일, 북동부 지역에서 한 시즌 반을 보낸 후, 그는 찰턴 애슬레틱으로 이적을 완료했다. 그는 2003년 잉글랜드 축구로 이적한 후 첫 골을 넣었고, 2007년 1월 20일, 그의 전 소속팀 포츠머스를 상대로 골을 넣었다. 그러나 찰턴에서의 데뷔 시즌은 시즌이 끝나고 클럽이 강등되면서 실패했다.

#### 레인저스로의 임대
2007년 8월, 챔피언십에서 찰턴 소속으로 시즌 첫 경기를 치른 후, 파예는 스코티시 프리미어리그 팀 레인저스에 한 시즌 동안 임대로 합류했지만, 측면에 침입하는 데 실패했고, 단지 6경기에 출전했다. 2008년 1월, 그는 프리미어리그 팀인 블랙번 로버스와 함께 훈련했지만, 선수들이 한 시즌에 세 팀에서 뛸 수 없도록 규정한 FIFA 규정 때문에 그 클럽으로 이적하는 것이 막혔다. 그는 스토크 시티와 계약하기 전, 2008년 여름 8월 15일에 찰턴으로 돌아왔다.

## 국가대표팀 경력
파예는 2001년부터 세네갈 국가대표팀으로 34번 출전했다. 그는 2002년 아프리카 네이션스컵과 FIFA 월드컵에서 세네갈 국가대표팀의 일원으로 패스 범위가 좋은 지적인 축구 선수로 묘사된다. 파예는 2002년 아프리카 네이션스컵 결승전에서 카메룬에 패하면서 승부차기에서 놓친 세네갈 선수 중 한 명이다.
그는 또한 2002년 FIFA 월드컵의 8강에 오른 세네갈 국가대표팀에 있었다. 그는 우루과이와 3-3으로 비긴 경기에서 2경기를 뛰었고, 76분에 교체로 들어갔고, 또한 16강전에서 스웨덴을 2-1로 추가로 이겼다. 그 수비형 미드필더는 월드컵 캠페인의 많은 부분에서 간과되었다.
그는 또한 2006년 FIFA 월드컵 예선 전에 참가했고 2006년 아프리카 네이션스컵에서 세네갈 국가대표팀의 일원이었다. 하지만 2004년과 2008년 아프리카 네이션스컵에서 세네갈 국가대표팀에서 제외되었다.